# Brest
|  | Per a altres significats, vegeu «Brest (desambiguació)». |

Brest (en bretó, Brest; en francès, Brest) és una comuna de la costa nord-oest de Bretanya. Si bé és la ciutat més gran del departament francès de Finisterre, no n'és la capital. L'any 2017 tenia 139.602 habitants. Està situada vora la rada de Brest.
El 16 de juny de 2006 el consell municipal va aprovar la carta Ya d'ar brezhoneg. A l'inici del curs 2007 el 2,1% dels alumnes del municipi eren matriculats a la primària bilingüe.

## Història
Va formar part del Ducat de Bretanya, del qual en fou un port de certa importància, esdevingué temporalment possessió anglesa del 1342 al 1397, data en què retornà a Bretanya quan acabà la Guerra dels Cent Anys. En casar-se Carles VIII de França amb Anna de Bretanya el 1491, fou integrada a la monarquia francesa.
La ciutat i el seu port, però, no adquiriren relleu fins que el Cardenal Richelieu inicià el 1631 la construcció del port i la fortificació de la ciutat, treballs que acabà Sébastien Le Prestre, el marquès de Vauban entre el 1680 i el 1688 i que el convertiren en una important base naval, d'on sortiren diverses expedicions contra Anglaterra.
Fou ocupada pels alemanys el 1940, i convertida en una potent base de submarins. Per aquesta raó fou molt bombardejada pels aliats, els quals aconseguiren de prendre-la el setembre del 1944.

## Evolució demogràfica
| 1793   | 1800   | 1806   | 1821   | 1831   | 1836   | 1841   | 1846   | 1851   |
| ------ | ------ | ------ | ------ | ------ | ------ | ------ | ------ | ------ |
| 24 180 | 25 865 | 22 130 | 26 361 | 29 860 | 29 773 | 48 225 | 55 820 | 61 160 |

| 1856   | 1861   | 1866   | 1872   | 1876   | 1881   | 1886   | 1891   | 1896   |
| ------ | ------ | ------ | ------ | ------ | ------ | ------ | ------ | ------ |
| 54 665 | 67 833 | 79 847 | 66 270 | 66 828 | 69 110 | 70 778 | 75 854 | 74 538 |

| 1901   | 1906   | 1911   | 1921   | 1926   | 1931   | 1936   | 1946   | 1954    |
| ------ | ------ | ------ | ------ | ------ | ------ | ------ | ------ | ------- |
| 84 284 | 85 294 | 90 540 | 73 960 | 67 861 | 69 841 | 79 342 | 74 991 | 110 713 |

| 1962                                                                 | 1968    | 1975    | 1982    | 1990    | 1999    | 2006    | 2020    | - |
| -------------------------------------------------------------------- | ------- | ------- | ------- | ------- | ------- | ------- | ------- | - |
| 136 104                                                              | 154 023 | 166 826 | 156 060 | 147 956 | 149 634 | 144 548 | 139 456 | - |
| Des de 1962: població sense dobles comptes - Fonts : Cassini i INSEE |         |         |         |         |         |         |         |   |

## Personatges il·lustres
- Roparz Hemon, escriptor.en bretó
- Alain Robbe-Grillet, escriptor en francès
- Henri Queffélec, escriptor en francès de temàtica bretona.
- Louis Hémon, escriptor francòfon del Canadà
- Beatrice Dalle, actriu
- Yann Tiersen, músic
- Françoise Pean de la Roche-Jagu, compositora

## Educació
- École nationale supérieure de techniques avancées Bretagne

## Llista d'Alcaldes
| Data d'elecció                              | Identitat                  | Qualitat                           |
| ------------------------------------------- | -------------------------- | ---------------------------------- |
| Les dades anteriors a 1945 no són coneguts. |                            |                                    |
| 2001-                                       | François Cuillandre        | Alcalde                            |
| 1989-2001                                   | Pierre Maille              | Alcalde                            |
| 1985-1989                                   | Georges Kerbrat            | Alcalde                            |
| 1983-1985                                   | Jacques Berthelot          | Alcalde                            |
| 1982-1983                                   | Pierre Maille              | Alcalde                            |
| 1977-1982                                   | Francis Le Blé             | Alcalde                            |
| 1973-1977                                   | Eugène Berest              | Alcalde                            |
| 1959-1973                                   | Georges Lombard            | Alcalde                            |
| 1958-1959                                   | Auguste Kervern            | Alcalde                            |
| 1954-1958                                   | Yves Jaouen                | Alcalde                            |
| 1954-1954                                   | Lucien Chaix               | Alcalde                            |
| 1953-1954                                   | Yves Jaouen                | Alcalde                            |
| 1947-1953                                   | Alfred Pierre Marie Chupin | Alcalde                            |
| 1945-1947                                   | Jules Lullien              | Alcalde                            |
| 1944-1945                                   | Victor le Gorgeu           | President de la Delegació especial |
| 1942-1944                                   | Victor Eusen               | Alcalde                            |
| 1929-1941                                   | Victor le Gorgeu           | Alcalde                            |
| 1921-1929                                   | Léon Nardon                | Alcalde                            |
| 1920-1921                                   | Hippolyte Masson           | Alcalde                            |